# لوسا

لوسا شهری در شهرستان توئسه در استان بازگا در بورکینافاسوی مرکزی است و جمعیت آن ۹۷۴ نفر است.